# حسینعلی منتظری
حسینعلی منتظری نجف آبادی (۱ مهر ۱۳۰۱ – ۲۹ آذر ۱۳۸۸) از مراجع تقلید شیعه دوازده‌امامی اهل ایران بود که از ۱۳۶۴ تا ۱۳۶۸ به‌عنوان قائم‌مقام رهبر جمهوری اسلامی ایران فعالیت کرد. او از مرداد تا آبان ۱۳۵۸ نیز رئیس مجلس خبرگان قانون اساسی بود.
منتظری از شاگردان سید حسین بروجردی و روح‌الله خمینی و نماینده تام‌الاختیار او در ایران بود. او به دلیل مخالفت با حکومت پهلوی سال‌ها در زندان به سر برد. او پس از انقلاب ۱۳۵۷ به ریاست مجلس خبرگان قانون اساسی رسید و در گنجانده شدن اصل ولایت فقیه در قانون اساسی ایران نقش مهمی داشت. منتظری در سال ۱۳۶۴ از سوی مجلس خبرگان رهبری به قائم‌مقام رهبری انتخاب شده بود. در فروردین ۱۳۶۸ هنگامی که نامهٔ محرمانهٔ بهمن ۱۳۶۷ منتظری به خمینی در اعتراض به اعدام‌ها از رادیو بی‌بی‌سی خوانده شد، نامهٔ عزل او از سوی خمینی به او نوشته شد و او در پاسخ از این مقام کناره‌گیری کرد. اختلاف اصلی وی با خمینی بر سر مسائل حقوق بشری به‌ویژه کشتار زندانیان سیاسی در تابستان ۱۳۶۷ بود. وی در دو دهه پایانی عمر خود به انتقاد از سیاست‌های حکومت ادامه داد و پس از انتقادی شدید از شاگرد سابقش سید علی خامنه‌ای در سال ۱۳۷۶ و دعوت رئیس‌جمهور وقت به ایستادگی در برابر رهبری ایران، به تصمیم شورای عالی امنیت ملی ایران شش سال را در حبس خانگی به‌سر برد. مطالب دربارهٔ او در کتاب‌های درسی حذف شد، نام خیابان‌هایی که به نامش بود تغییر یافت و در رسانه‌های دولتی «شیخ ساده‌لوح» نامیده شد.
منتظری—که از مدافعان حکومت دینی و از مهم‌ترین شارحان نظریهٔ ولایت فقیه بود—بعد از درگیری با خمینی، از جدی‌ترین منتقدان حکومت ایران به‌شمار می‌رفت. مهم‌ترین اعتراضات او شامل وضعیت زندانیان، رابطهٔ پنهانی با آمریکا، ادامهٔ جنگ با عراق پس از آزادی خرمشهر، استقراض خارجی، عدم رعایت حقوق بشر و دخالت حکومت در حوزه‌های علمیه می‌شد. او که به‌عنوان آگاه‌ترین عالم دینی در ایران شناخته می‌شد و از نظر برخی اعلم فقهای شیعه بود، در ماه‌های پایانی عمر خود با صدور فتوایی بر ضد برخورد حکومت با معترضان به انتخابات ریاست‌جمهوری ۱۳۸۸ به رهبر معنوی جنبش سبز ایران بدل شد. مراسم تشییع جنازهٔ او با حضور صدها هزار نفر برگزار شد اما مراسم ختم وی لغو شد.

## ابتدای زندگی و تحصیلات
حسینعلی منتظری؛ ۱ مهر ۱۳۰۱ خورشیدی (۲۴ سپتامبر ۱۹۲۲ میلادی) در نجف‌آباد، استان اصفهان در خانواده‌ای کشاورز متولد شد. پدرش حاج علی، کشاورز ساده‌ای بود که در کنار کار روزانه‌اش با کتاب و کتابخانه دمساز بوده و نیز معلم اخلاق و مدرس قرآن بود. منتظری از هفت سالگی آموختن را با ادبیات فارسی و سپس صرف و نحو عربی آغاز کرد و در ۱۲ سالگی به حوزه علمیه اصفهان وارد شده و در ۱۹ سالگی برای ادامهٔ تحصیل به قم رفت.

### تثبیت مرجعیت روح‌الله خمینی

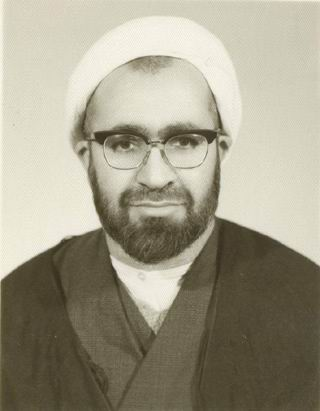
منتظری در ۱۳۳۴

پس از مرگ سید حسین طباطبایی بروجردی (در سال ۱۳۴۰ خورشیدی) نظر بسیاری از بزرگان و استادان حوزهٔ علمیه متوجه چند نفر از فقیهان، همچون: سید محمدرضا گلپایگانی، محمدکاظم شریعتمداری، شهاب‌الدین مرعشی نجفی و روح‌الله خمینی گردید. منتظری و مطهری از کسانی بودند که قائل به اعلمیت استاد خود سید روح‌الله خمینی بوده و زعامت وی را به صلاح اسلام و مسلمین تشخیص دادند.

## قبل از انقلاب ۱۳۵۷

### بازداشت به همراه فرزند در نوروز سال ۱۳۴۵

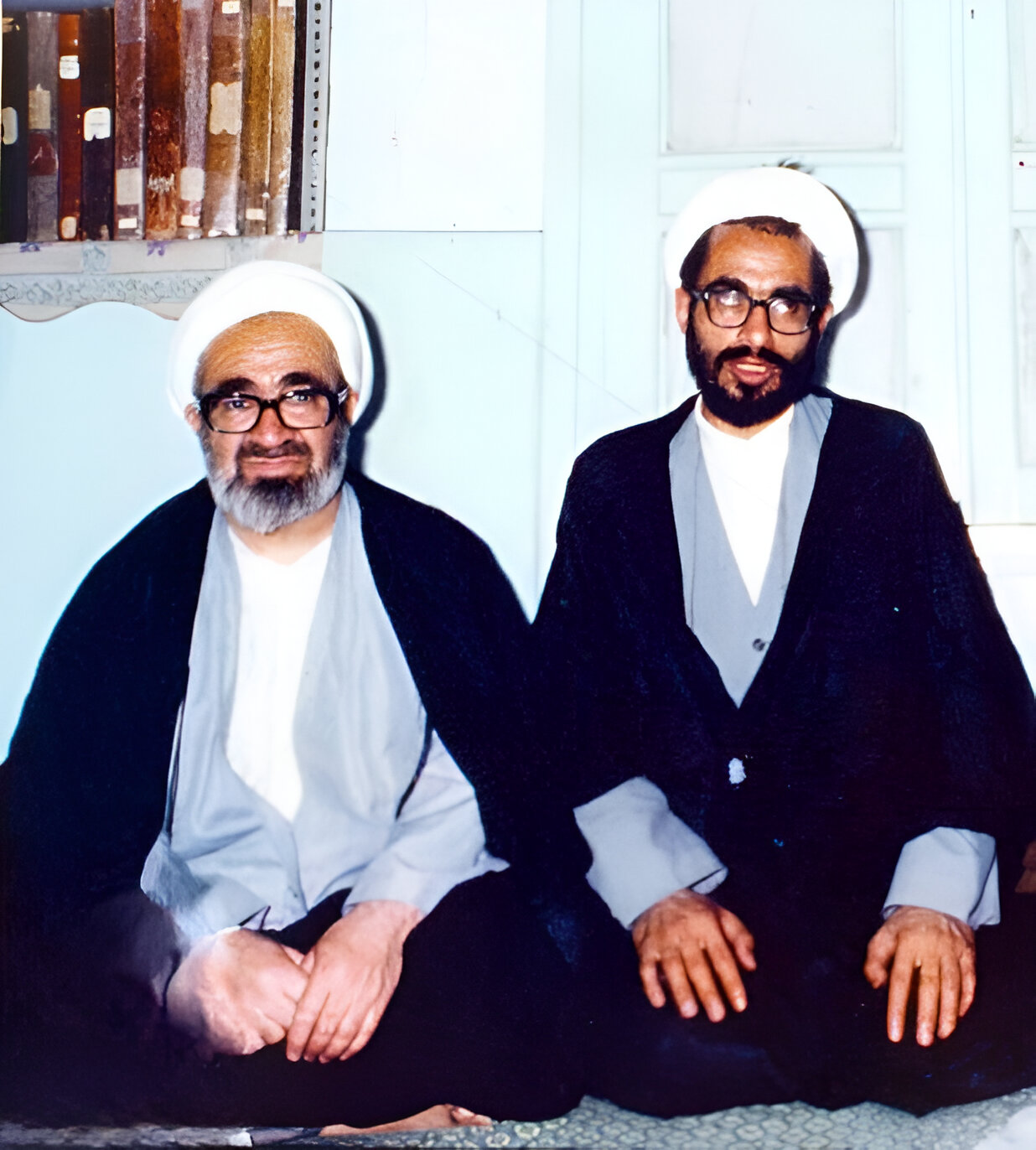
منتظری به همراه فرزندش محمد در اوایل انقلاب، وی در بمب‌گذاری در دفتر حزب جمهوری اسلامی کشته شد

در عید نوروز سال ۱۳۴۵ به دنبال دستگیری محمد منتظری به دلیل پخش اعلامیه در حرم فاطمه معصومه ساواک بی‌درنگ به سراغ منتظری رفته و مجدداً وی را بازداشت نمود و بالاخره اعتراض علما و روحانیون حوزهٔ علمیه موجب شد تا او پس از هفت ماه از زندان آزاد گردد.

### بازداشت در سال ۱۳۴۶
حسین‌علی منتظری چند ماه پس از آزادی از زندان جهت توسعه‌بخشی و تداوم جریان مبارزه ضرورتاً به‌طور مخفیانه برای زیارت عتبات در عراق و ملاقات با روح‌الله خمینی راهی عراق شد، اما حکومت که از این سفر مطلع شده بود هنگام بازگشت از عراق او را در منطقهٔ مرزی دستگیر و روانهٔ زندان کرد، که پس از تحمل حدود پنج ماه زندان آزاد گردید.

### تبعید به مسجد سلیمان در سال ۱۳۴۶
ساواک در خارج از زندان نیز همیشه او را تحت نظر داشته و در زمان برگزاری جشن‌های تاج‌گذاری به‌عنوان راهکاری جدید تصمیم به تبعید سه‌ماهه وی به مسجد سلیمان گرفت؛ پس از آن در مسجد سلیمان به منتظری ابلاغ کردند که نباید به قم برود؛ ولی او به قم مراجعت نمود و با وجود ممانعت شدید ساواک، عدهٔ زیادی از عالمان و استادان و طلاب حوزهٔ علمیه با او دیدار کردند؛ تا اینکه از ناحیهٔ ساواک او را به نجف‌آباد منتقل نموده و در آنجا تحت مراقبت شدید قرار گرفت.

### بازداشت در سال ۱۳۴۷
هنوز چند ماهی از پایان تبعید به مسجد سلیمان و انتقال به نجف‌آباد نگذشته بود که به دلیل ادامهٔ فعالیت‌های سیاسی حسینعلی منتظری - به ویژه در خطبه‌های نماز جمعه که او آن را در نجف‌آباد پایه‌گذاری کرده بود - ساواک مجدداً او را دستگیر و پس از محاکمه به سه سال زندان و در دادگاه تجدید نظر به یک سال و نیم زندان محکوم کرد و به زندان قصر انتقال داد.

### تبعید دوباره به نجف‌آباد در سال ۱۳۴۹
منتظری پس از سپری کردن دوران محکومیت، در اردیبهشت ۱۳۴۹ آزاد و راهی قم گردید؛ ولی حکومت مایل به حضور او در میان طلاب و علمای حوزهٔ علمیهٔ قم نبود و دوباره وی را به زادگاه خود تبعید نمود. او در نجف‌آباد به فعالیت‌های خود ادامه داده و در ضمن ایراد خطبه‌های نماز جمعه و سخنرانی‌های خود از حکومت شاهنشاهی انتقاد می‌نمود. هجوم جمعیت در روزهای جمعه از شهرهای دور و نزدیک به نجف‌آباد به اندازه‌ای بود که این شهر به عنوان دومین پایگاه انقلاب بعد از قم درآمده بود و گزارش ساواک اصفهان در مورد آن چنین بود: «نماز جمعهٔ منتظری یک پایگاه سیاسی برای مبارزه با رژیم است.» مدت تبعید به نجف‌آباد مجموعاً حدود سه سال به طول انجامید.

### تبعید به طبس در سالِ ۱۳۵۲
بار دیگر رژیم حضور حسین علی منتظری در زادگاه خود را تحمل نکرد و او را به سه سال تبعید در طبس محکوم نمود. حضور او در طبس باعث اجتماع مبارزان گردید. طبق گفتهٔ مقامات امنیتی شهر طبس، در طول اقامت منتظری علاوه بر مردم شهر، نزدیک به پنجاه هزار نفر از مردم شهرهای دیگر ایران برای دیدار با او وارد طبس شدند؛ که همین رقم بزرگ دیدارکننده موجب نگرانی ساواک و انتقال او از طبس پس از گذشت یک سال گردید. از جمله اقدامات مهم منتظری در طبس، نامهٔ سرگشاده به علما و مردم ایران در مورد اتحاد بر ضد «امپریالیسم و صهیونیسم» (آمریکا و اسرائیل) بود، که خشم رژیم را برانگیخت و طبق اسناد به جای مانده از ساواک عدهٔ زیادی - از جمله رهبر کنونی جمهوری اسلامی علی خامنه‌ای - به جرم توزیع این اعلامیه دستگیر یا تحت تعقیب قرار گرفتند.

### تبعید به خلخال در سالِ ۱۳۵۳
تسلیم ناپذیری منتظری و پافشاری وی در فعالیت‌های سیاسی چنان شد که در اواسط سال ۱۳۵۳ رژیم به تبعید مجدد وی تصمیم گرفت و او را از طبس به خلخال تبعید نمود. از آنجا که زبان مردم آن منطقه ترکی آذربایجانی بود نفوذ منتظری در آغاز سرعت چندانی نیافت، اما اختلاف زبان نیز منجر به سکوت و سکون وی نشد، و بالاخره یکی از امام جماعت‌های آن شهر مسجد خود را (مسجد قائمیه) در اختیار او قرار داد. این مسجد نوساز که توسط هیئت امنا اداره می‌شد، مکان مناسبی برای بسط و گسترش اندیشه‌های اسلام‌گرائی گردید. منتظری نماز در آن مسجد را آغاز کرد و همچون سایر تبعیدگاه‌های خویش در بین نماز تفسیر قرآن می‌گفت. به تدریج تعداد نمازگزاران بیشتر و فضای مسجد برای تبلیغ نهضت اسلامی آماده‌تر می‌شد. مأموران رژیم از بی‌باکی غیرمنتظرهٔ تبعیدی به نگرانی افتاده و از راه‌های مختلف در جهت تضعیف منتظری کوشیدند و در نهایت پس از گذشت حدود چهار ماه او را به تبعیدگاه سقز منتقل نمودند.

### سقز، آخرین تبعیدگاه

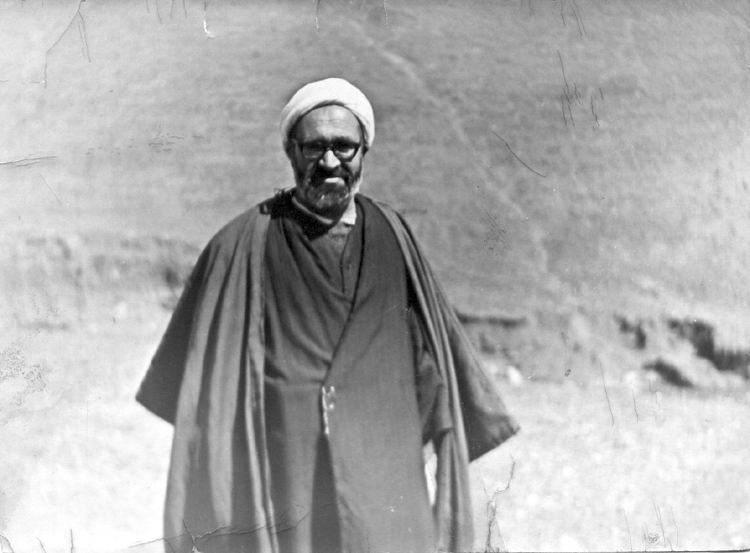
منتظری در تبعید در سقز، ۱۳۵۳

در تبعیدگاه سقز - با وجود زمستانی بسیار سخت و حداقل امکانات شهری - منتظری آخرین دوران تبعید خویش را گذراند. با وجود دوری از شاگردان و دوستان و اختلاف با مردم بومی منطقه از نظر مذهب و زبان، ساواک از دیدار مردم با وی دچار نگرانی شده و از مرکز خواستار تصمیم‌گیری در این زمینه شد؛ از طرف دیگر در ارتباط با برگزاری مراسم سالگرد پانزده خرداد در مدرسهٔ فیضیهٔ قم که ده‌ها نفر از دوستان و شاگردان او دستگیرشده و ساواک به ارتباط دستگیرشدگان با منتظری پی برده بود، تصمیم به بازداشت و انتقال او به تهران گرفت.

### بازداشت از تبعیدگاه سقز و انتقال به زندان اوین در سال ۱۳۵۴

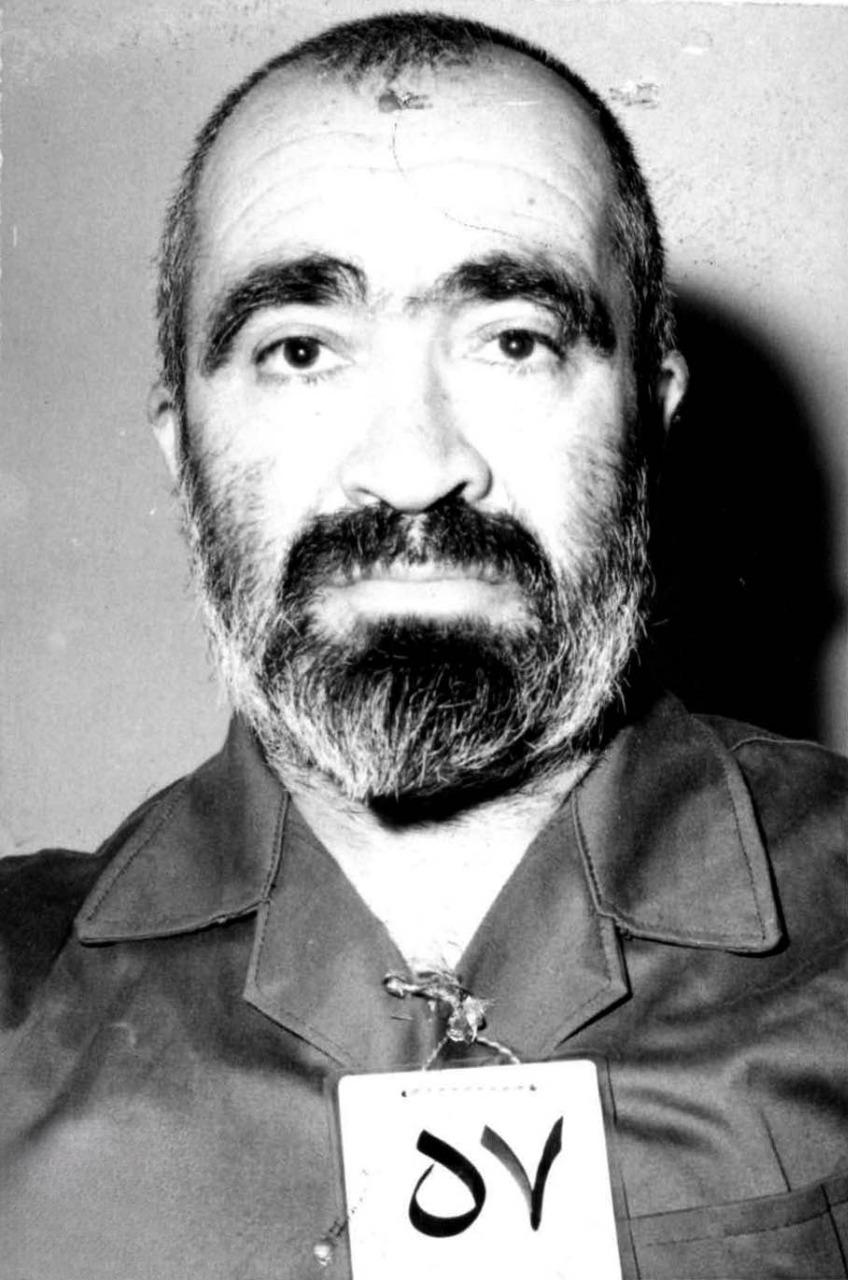
در زندان کمیته مشترک ضدخرابکاری، ۱۳۵۴

در تیرماه ۱۳۵۴ منتظری را از تبعیدگاه سقز روانهٔ زندان نمودند. ابتدا او را به بازداشتگاه کمیتهٔ مشترک تهران بردند و فردای آن روز روانهٔ زندان اوین کردند. در اوین مدت شش ماه را در سلول انفرادی گذراند. در این بازداشتگاه‌ها با فشارهای روحی و جسمی روبرو گردید. در زیر همین فشارها و شکنجه‌ها بود که شکنجه‌گر «ازغندی» به او گفته بود: «علت این که تو را از حوزه دور نگه می‌داریم و از این طرف به آن طرف می‌فرستیم این است که یک خمینی دیگر به وجود نیاید».
پس از شش ماه بلاتکلیفی در زندان اوین بالاخره در یک دادگاه نظامی به اتهام کمک به جنبش اسلامی و خانوادهٔ زندانیان سیاسی و اقدام برای تشکیل حکومت اسلامی، به ده سال زندان محکوم گردید؛ اما در زندان نیز همراه رهبرانی همچون طالقانی به فعالیت‌های جنبش اسلامی و سیاسی ادامه داد. با اینکه در زندان از بیماری‌های مختلف رنج می‌برد، خارج بحث «خمس» و متن «اسفار» و کتاب طهارت را برای زندانیان تدریس نمود و شخصیت‌های اسلامی زندانی همچون طالقانی و مهدوی کنی در مجالس بحث او حاضر می‌شدند.
منتظری در زندان اوین نیز نماز جمعه را اقامه نمود و بسیاری از زندانیان سیاسی مسلمان از جمله آقایان طالقانی، مهدی کروبی، مهدوی کنی، هاشمی رفسنجانی، لاهوتی و دیگران در نماز جمعه حاضر می‌شدند؛ هرچند ساواک پس از مدتی مانع اقامهٔ آن شد.

### دوران منجر به انقلاب
سرانجام با اوجگیری مبارزات و عقب‌نشینی‌های پی در پی حکومت پهلوی، منتظری پس از گذراندن حدود سه سال و نیم از دوران محکومیت به همراه طالقانی در هشتم آبان ۱۳۵۷ از زندان آزاد شد و مورد استقبال چشمگیر مردم قرار گرفت. در پیامی که خمینی خطاب به منتظری به مناسبت آزادی وی صادر کرد اینچنین آمده:
«هیچ از دستگاه جبار جنایتکار تعجب نیست که مثل جنابعالی شخصیت بزرگوار خدمتگزار به اسلام و ملت را سال‌ها از آزادی، ابتدایی‌ترین حقوق بشر محروم، و با شکنجه‌های قرون‌وسطایی با او و سایر علمای مذهب و رجال آزادیخواه رفتار کند. خیانتکاران به کشور و ملت از سایهٔ مثل شما رجال عدالتخواه می‌ترسند. باید رجال دین و سیاست در بند باشند تا برای اجانب و بستگان آنان هرچه بیشتر راه چپاول بیت المال و ذخائر کشور باز باشد.»

در بازدید از کاخ ورسای در حومهٔ پاریس به همراه آقایان ابراهیم امینی و محمدعلی هادی دی ماه ۱۳۵۷

میزان مقبولیت و محوریت منتظری در مبارزه و انقلاب تا آنجا بود که خمینی در زمان تبعید، او را به عنوان نمایندهٔ تام‌الاختیار خویش در ایران منصوب کرد و در نامه‌ای از وی خواست که بر جریانات بیت او در قم اشراف داشته باشد؛ و دربارهٔ او با تعابیری همچون «فقیه عالیقدر»، «مجاهد بزرگوار»، «حاصل عمر من»، «ذخیرهٔ انقلاب» و «برج بلند اسلام» یاد می‌کرد و حیثیت او را «واجب المراعات» دانسته و پس از انقلاب بسیاری از مسائل فقهی و سیاسی مربوط به قوهٔ قضائیه و وزارتخانه‌ها را به او ارجاع می‌داد. در پائیز سال ۱۳۵۷ زمانی که روح‌الله خمینی در نوفل لوشاتو در پاریس به سر می‌برد، حسینعلی منتظری به پاریس سفر کرد و در خصوص جنبش انقلاب و شکل‌گیری حکومت اسلامی در ایران با خمینی مشورت نموده و دستورها و نظرات رهبر انقلاب را دریافت کرد.

## پس از انقلاب ۱۳۵۷

### تدوین قانون اساسی

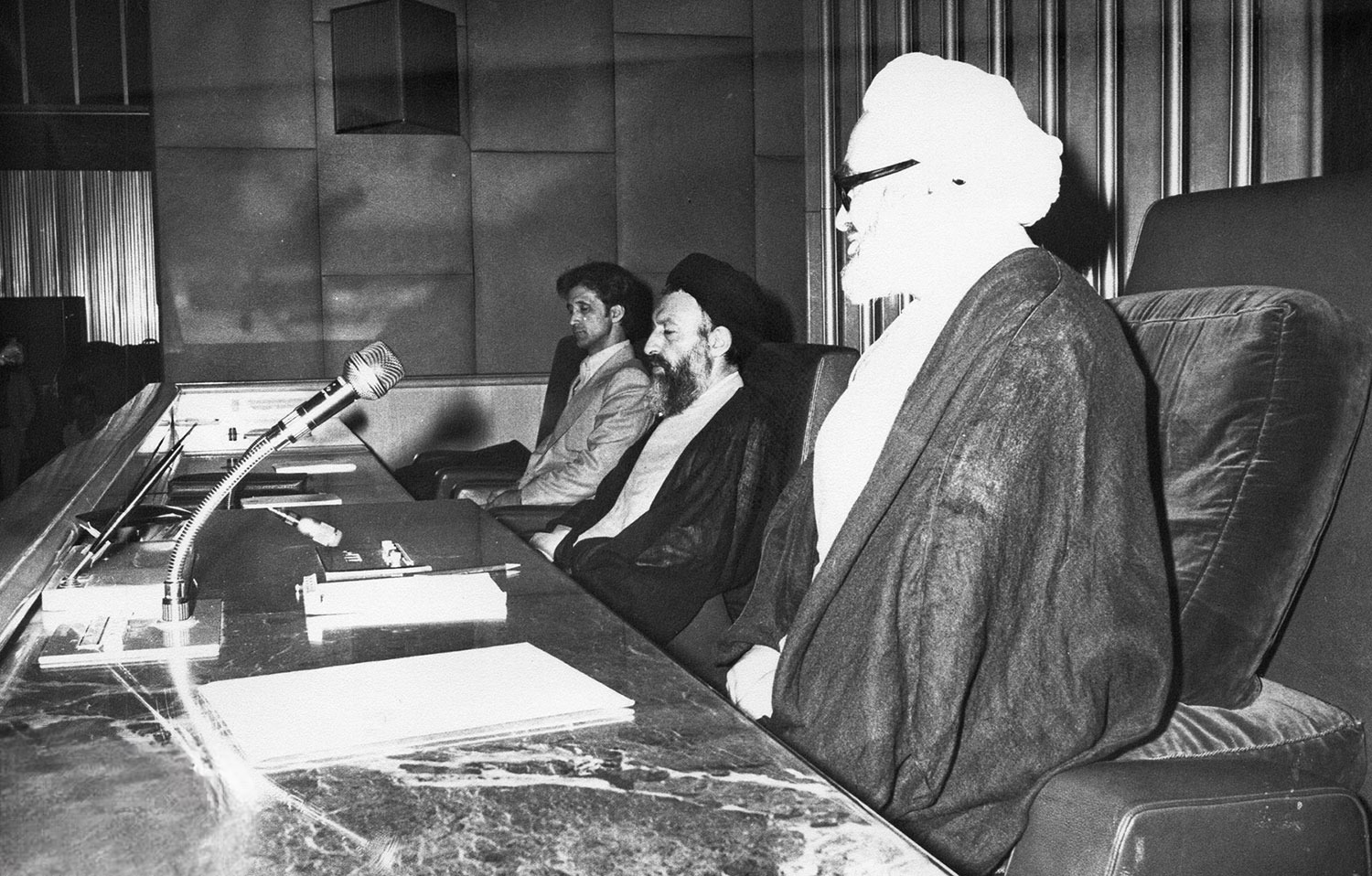
علی‌رغم انتخاب منتظری به عنوان رئیس مجلس خبرگان قانون اساسی، در بسیاری از جلسات، سید محمد بهشتی در جایگاه ریاست می‌نشست و اداره جلسات را بر عهده داشت. این وضعیت مورد انتقاد برخی نمایندگان، ازجمله سید محمود طالقانی قرار داشت

منتظری در انتخابات مجلس خبرگان قانون اساسی در فهرست ائتلاف احزاب اسلامی از استان تهران قرار گرفت و توانست وارد مجلس شود. وی توسط نمایندگان مجلس به ریاست مجلس انتخاب شد. و در گنجاندن اصل ولایت فقیه در قانون اساسی جمهوری اسلامی ایران نقش مهمی را ایفا کرد. او هم چنین از اعضای شورای انقلاب بود.

### جایگاه منتظری در دستگاه قضایی
وی نماینده تام‌الاختیار رهبر در تعیین اعضای شورای عالی قضایی و تعیین قضات سراسر کشور در دهه اول جمهوری اسلامی بود. علاوه بر سیطره منتظری بر امر تعیین قضات و شورای عالی قضایی و صدور احکام مهم قضایی در کشور، منتظری به طریق دیگری باز هم در دستگاه قضایی و قضاوت در کشور، محوریت ویژه ای یافت. این تسلط وی از لحاظ نظری بود، بدین معنا که در برخی امور مهم، خمینی به نظرات فقهی منتظری ارجاع می‌داد و در برخی موارد دیگر، منتظری با صدور بخشنامه‌هایی که حاوی دیدگاه‌های فقهی وی بود بر این محوریت نظری در امر قضا دست یافته بود. مهم‌ترین ارجاع فقهی خمینی به منتظری در مورد حکم مفسد فی الارض بود. قرار بر این شده بود که دادگاه‌ها در مورد حکم مفسد فی الارض که به نظر منتظری، مفسد بودن در حکم اعدام موضوعیت داشت عمل کنند.

## قائم‌مقامی رهبری
از بعد از انقلاب، مسئله انتخاب وی به عنوان جانشین خمینی به عنوان ولی فقیه آینده ایران مطرح گردید.
در سال ۱۳۶۴ مجلس خبرگان رهبری با نظر به ادامهٔ رهبری پس از درگذشت خمینی و با در نظر داشتن اقبال عمومی مردم به سمت حسینعلی منتظری تصمیم گرفت حسینعلی منتظری را به عنوان قائم‌مقام خمینی معرفی و اعلام کند. برخی معتقدند این انتخاب بدون مشورت با روح‌الله خمینی صورت گرفت.
وی در طول دوران قائم مقامی رهبری از سوی مخالفان گربه نره لقب داده شده بود. وی سال‌ها بعد گفت از این امر مطلع بوده ولیکن از آن احساس ناراحتی نمی‌کرده است.

### استعفا یا برکناری

خمینی و منتظری در ۱۳۶۵

منتظری پس از بازداشت سید مهدی هاشمی، وی که مهدی هاشمی را بی‌گناه می‌دانست به نشانهٔ اعتراض درس‌های خود را تعطیل کرد. سید مهدی هاشمی که در افشای ماجرای مک فارلین نقش مهمی داشت به دلیل یک سری اتهامات مجرم شناخته شده و در سال ۱۳۶۶ اعدام شد. تلاش‌های منتظری برای نجات او — که برادر داماد او بود — بی‌ثمر ماند. اعتراض منتظری به قضیه اعدام زندانیان سیاسی (تابستان ۱۳۶۷) از دیگر کانون‌های اختلاف وی با خمینی بود.
خمینی در ششم فروردین در نامه‌ای به منتظری نوشت: «... صلاحیت و مشروعیت رهبری آینده نظام را از دست داده‌اید.» اما این نامه با اصرار مقامات آن روز از جمله هاشمی رفسنجانی، خامنه‌ای، مشکینی و امینی هرگز ارسال نشد. فردای آن روز عبدالله نوری نزد منتظری رفت و او را قانع کرد که استعفا نماید.
منتظری نوشت: «خود من از اول جداً مخالف بودم و با توجه به مشکلات زیاد و سنگینی بار مسئولیت، همان وقت به مجلس خبرگان نوشتم که تعیین اینجانب به مصلحت نبوده است و اکنون نیز عدم آمادگی خود را صریحاً اعلام می‌کنم.» خمینی یک روز پس از درخواست استعفای منتظری با پذیرش این استعفا نوشت: «برای اینکه اشتباهات گذشته تکرار نگردد، به شما نصیحت می‌کنم که بیت خود را از افراد ناصالح پاک نمایید؛ و از رفت‌وآمد مخالفان نظام، که به اسم علاقه به اسلام و جمهوری اسلامی خود را جا می‌زنند، جداً جلوگیری کنید… از پخش دروغهای رادیو بیگانه متأثر نباشید. مردم ما شما را خوب می‌شناسند و حیله‌های دشمن را هم خوب درک کرده‌اند.»

پس از بروز اختلافات و نیز به دلیل اعتراض آگاهانه و عامدانهٔ منتظری به اعدام زندانیان سیاسی (تابستان ۱۳۶۷) خمینی نوشت: «شما پس از این، وکیل من نمی‌باشید» منتظری نیز با نوشتن نامه‌ای خطاب به خمینی نسبت به اعدام‌های گسترده و شکنجه‌های جنسی در زندان‌های ایران اعتراض کرده بود. منتظری در قسمت‌هایی از این نامه می‌گوید: 
آیا می‌دانید در زندان‌های جمهوری اسلامی به نام اسلام جنایاتی شده که هرگز نظیر آن در رژیم منحوس شاه، نشده است؟! آیا می‌دانید عده زیادی زیر شکنجه بازجوها مردند؟ آیا می‌دانید در زندان مشهد، در اثر نبودن پزشک و نرسیدن به زندانی‌های دختر جوان بعداً ناچار شدند حدود ۲۵ دختر را با اخراج تخمدان و رحم ناقص کنند؟! آیا می‌دانید در زندان شیراز دختری روزه دار را با جرمی مختصر بلافاصله پس از افطار اعدام کردند؟ آیا می‌دانید که در بعضی زندان‌های جمهوری اسلامی، دختران جوان را به زور، تصرف کردند؟ آیا می‌دانید هنگام بازجوئی دختران استعمال رکیک ناموسی رائج است؟ آیا می‌دانید چه بسیار زندانیانی که در اثر شکنجه‌های بی‌رویه کور یا کر یا فلج یا مبتلا به دردهای مزمن شده‌اند و کسی به داد آنان نمی‌رسد؟ آیا می‌دانید در جمهوری اسلامی بر خلاف آنچه در فقه خواندیم نه جان مسلمان محترم است و نه مال او و افراد شورای عالی قضایی از ترس یکدیگر یا ترس از تلفن‌های مقامات یا جوسازی‌های غلط بر این همه خلاف شرعی‌ها به وسیلهٔ سکوت صحّه می‌گذارند؟ آیا می‌دانید در داخل زندان‌ها جنایت می‌شود و شورای عالی قضایی که وظیفه دارد، یا نمی‌داند یا جرأت اقدام ندارد؟
منبع: نامه منتظری به خمینی پس از دستگیری سید مهدی هاشمی
پس از دو سال ادامه این روند با ارسال نامه‌ای از بیت رهبر در تاریخ ۱۳۶۸/۱/۶ به منتظری وارد مرحلهٔ تازه‌ای شد. خمینی در نامه عزل منتظری (که هرگز آن را ارسال نکرد) نوشت:
از آنجا که روشن شده است که شما این کشور و انقلاب اسلامی عزیز مردم مسلمان ایران را پس از من به دست لیبرال‌ها و از کانال آن‌ها به منافقین می‌سپارید، صلاحیت و مشروعیت رهبری آینده نظام را از دست داده‌اید. شما در اکثر نامه‌ها و صحبت‌ها و موضعگیری‌هایتان نشان دادید که معتقدید لیبرال‌ها و منافقین باید بر کشور حکومت کنند. به قدری مطالبی که می‌گفتید دیکته شده منافقین بود که من فایده‌ای برای جواب به آن‌ها نمی‌دیدم؛ مثلاً در همین دفاعیه شما از منافقین تعداد بسیار معدودی که در جنگ مسلحانه علیه اسلام و انقلاب محکوم به اعدام شده بودند را منافقین از دهان و قلم شما به آلاف و الوف رساندند و می‌بینید که چه خدمت ارزنده‌ای به استکبار کرده‌اید.
فردای آن روز (پس از آنکه خمینی را قانع کردند که نامه عزل را ارسال ننماید) در ۷ فروردین ۱۳۶۸ منتظری در نامه‌ای به خمینی از قائم‌مقامی رهبری استعفا کرد. منتظری خواسته بود که برای تدریس به حوزه علمیه برگردد و آرزو کرده بود در اداره امور کشور اگر «اشتباهات و ضعفهایی که لازمهٔ طبیعت انسان است» وجود داشته، با رهبری خمینی برطرف شود.
او نوشته بود:
از همه برادران و خواهران عزیز و علاقه‌مند تقاضا می‌کنم مبادا در مورد تصمیم مقام معظم رهبری و خبرگان محترم، به بهانهٔ حمایت از من، کاری انجام دهند یا کلمه‌ای بر زبان جاری نمایند؛ زیرا مقام معظم رهبری و خبرگان جز خیر و مصلحت اسلام و انقلاب را نمی‌خواهند.
پس از اینکه منتظری در این نامه انتخاب رهبری را به انتخاب مجلس خبرگان واگذار کرد، فردای آن روز ۸ فروردین، استعفای او در رسانه‌ها اعلام شد، و متن نامه‌ها منتشر گشت. در ۲۶ فروردین نیز خمینی در نامه‌ای به نمایندگان مجلس و وزرا به دلایل برکناری منتظری پرداخت.
به دنبال این مسئله بلافاصله ادامهٔ اقدامات به شکل تخریب دیوار و حصار اطراف بیت، محو و حذف نام و عکس‌های منتظری از کتب درسی، ادارات دولتی و معابر عمومی، تغییر نام خیابان‌ها و اماکنی که به نام منتظری نام‌گذاری شده بود و جمع‌آوری رساله و تألیفات او و مزاحمت نسبت به بسیاری از شاگردان و علاقه‌مندان او ادامه یافت. احمد خمینی با نوشتن «رنجنامه» و ری شهری با نوشتن «خاطرات سیاسی» به نقد وی پرداختند. مقالاتی در روزنامه‌ها، سخنرانی‌ها و بیانیه‌هایی در نقدش از طریق رادیو و تلویزیون و در مجالس و خطبه‌های نماز جمعه به‌طور مکرر صورت می‌گرفت.
با این حال او همچنان رسماً و با توجه به مصوبه مجلس خبرگان قائم مقام رهبری بود تا آنکه در نهایت، ۱۴ خرداد ۱۳۶۸، مجلس خبرگان رهبری به ریاست هاشمی رفسنجانی، پیش از انتخاب خامنه‌ای به رهبری، با قریب به اتفاق آرا استعفای وی را تأیید نمود.
منتظری بعدها در مصاحبه‌ای گفت «برخی آقایان با توجه به وخامت وضعیت جسمانی مرحوم امام به من گفتند شما مدتی صبر کنید و اعتراض نکنید تا رهبر شوید اما من در پاسخ گفتم یک عده به ناحق کشته شوند تا من رهبر شوم هیچ وقت نمی‌خواهم رهبر شوم.»

## دوران رهبری خامنه‌ای

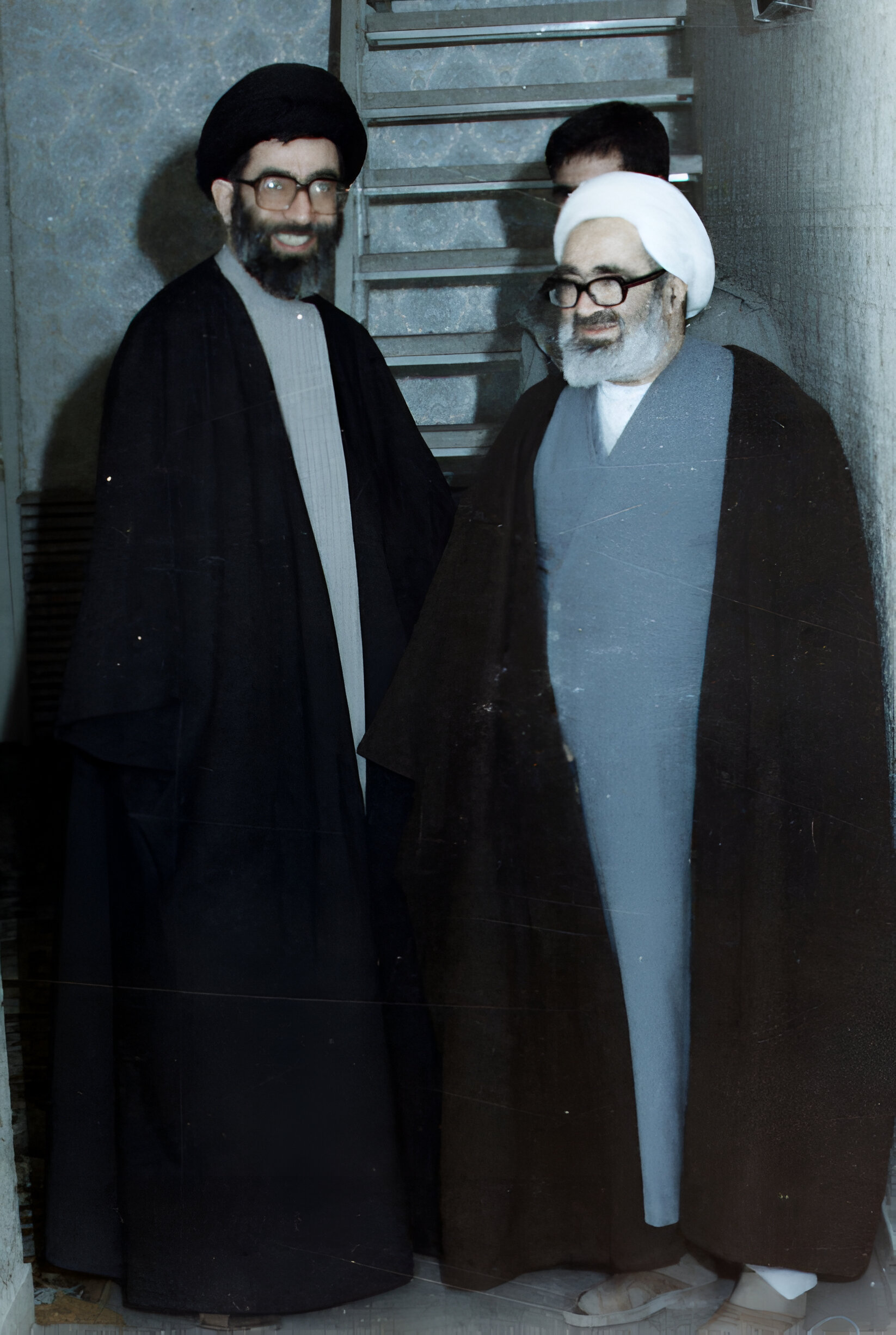
منتظری پس از انتخاب خامنه‌ای به رهبری برای وی آرزوی موفقیت کرد و او را «فردی لایق و متعهد و دلسوز» نامید. ولی پس از گذشت چند سال از رهبری سید علی خامنه ای بر سیاست‌های او انتقاد می‌کرد

### مطرح شدن مسئلهٔ استقراض خارجی
در اواخر سال ۱۳۶۸ با مطرح شدن مسئلهٔ استقراض خارجی، منتظری در سخنرانی اعتراضی این مطلب را عنوان کرد که «استقراض خارجی به ضرر مملکت است و به استقلال سیاسی و اجتماعی ما لطمه می‌زند». این انتقاد موجب شد که عده‌ای به سوی بیت او هجوم آورند و پس از دادن شعارهای توهین‌آمیز و کندن تابلوی دفتر وی محل را ترک کنند.

### سخنرانی سال ۱۳۷۱
در ۲۱ بهمن ۱۳۷۱ در سخنرانی به مناسبت سالگرد انقلاب اسلامی در اعتراض به جو ارعاب و خفقانی که برای برخی از نیروهای انقلابی پیش آورده و عده‌ای (از جمله داوود کریمی) را دستگیر و زندانی نموده بودند، منتظری در دفاع از آنان اظهاراتی را در حدود یک ربع ساعت گفت. دو روز بعد عده‌ای در برابر بیت تجمع کرده و با سنگ‌پرانی و شعار ایجاد اغتشاش نمودند و سپس صبح روز بعد به محل درس وی حمله کرده و عده‌ای از شاگردان او را مضروب و دستگیر کردند و شب هنگام در ساعت ده شب حدود هزار نفر نیروی نظامی با قطع برق و تلفن‌ها و با محاصرهٔ کامل منطقه با کندن درب‌ها به وسیلهٔ جرثقیل و شکستن شیشه‌ها به دفتر و حسینیهٔ وی حمله کرده و پس از این تهاجم آرشیو دفتر و اموال زیادی را به غارت بردند.

### مطرح شدن دوبارهٔ مسئلهٔ مرجعیت حسینعلی منتظری در سال ۱۳۷۳
در سال ۱۳۷۳ پس از درگذشت اراکی بار دیگر مسئلهٔ مرجعیت منتظری توسط عده‌ای از علمای حوزه عنوان گردید؛ پس از سخنرانی سیدعلی خامنه‌ای که در آن سخنرانی فردی را منفور و خائن نام برده بود که از سخن او منتظری برداشت شد. بعد از آن حملهٔ گروه‌های فشار به بیت منتظری صورت گرفت و فردای آن روز مورخه سوم دی ماه ۱۳۷۳ یورش مجدد به محل درس و شکستن تریبون و لوازم حسینیه و تهدید شاگردان انجام شد.

### سخنرانی آبان سال ۱۳۷۶ و حصر
«همین الآن از خدمت مقام معظم رهبری (خامنه‌ای) می‌آیم و نظر ایشان این است که لانه فساد [بیت منتظری] در قم در هم کوبیده شود و این فتنه را به گورستان بسپاریم.» (گفتهٔ یکی از نظامیان در پادگان خاتم الانبیا دربارهٔ حسین‌علی منتظری)

در روز ۲۳ آبان سال ۱۳۷۶ - به دلیل احساس خطر در رابطه با مسئلهٔ مرجعیت شیعه و حکومتی شدن مرجعیت و دخالت ارگان‌های دولتی در آن - او در طی سخنرانی راجع به استقلال کامل قوای سه‌گانه، مسئول بودن کلیهٔ افراد در برابر قانون و رد فراقانونی بودن رهبری و تأکید بر محدود بودن قدرت آن طبق قانون اساسی، آزادی عمل در انتخاب مرجعیت شیعه و آزادی تشکل‌های حزبی و گروهی مطالبی را بیان کرد. وی در این سخنرانی دربارهٔ مرجعیت سید علی خامنه‌ای گفت:
اینکه آمدند در شب بعد از فوت اراکی عده ای بچه راه انداختند در خیابان جلو جامعه مدرسین، مثل همین الان که راه می‌اندازند، بعد هم سه چهار نفر از تهران آمدند و اصلاً هفت هشت نفر بیشتر نبودند و به زور هفت نفر را به عنوان مرجع گفتند که ایشان را هم جزو کنند، در صورتی که ایشان در حد فتوا و مرجعیت نیست؛ بنابراین مرجعیت شیعه را مبتذل کردند، بچگانه کردند، با یک عده بچه اطلاعاتی که راه انداختند! این‌ها مصیبتهایی است که ما در این کشور می‌بینیم.

 این بار مخالفان با قدرت‌نمایی و اعزام نیروهایی از سپاه، اطلاعات و بسیج شهرستان‌های مختلف ضمن حمله به حسینیه و تخریب و اشغال آن، به منزل مسکونی و دفتر منتظری نیز یورش برده و با شکستن اثاثیه و پاره کردن اوراق و غارت مدارک خسارت زیادی وارد کردند. در حمله به منزل و محل سکونت وی، تعدادی از مسئولان سپاه پاسداران اصرار داشتند منتظری را به بهانهٔ حفظ جان به مکان نامعلومی انتقال دهند که با مخالفت وی روبرو شدند. در نوشته‌ای که پس از درگذشت او توسط فرزندش سعید انتشار یافت از قول موسوی اردبیلی نقل شده است که 
در آن روز قصد داشتند که آقای منتظری را بکشند و من با تهران تماس گرفتم و تهدید کردم که اگر بر این امر اصرار داشته باشید بدانید که آقای منتظری تنها نیست؛ و در نهایت از این تصمیم منصرف شدند. 
حسینیه پس از چند روز که محل استقرار و مانور دادن اشغالگران بود، در حالی که به شکل مخروبه‌ای درآمده و هنوز هم به همان صورت باقی است به حکم دادگاه ویژهٔ روحانیت پلمب گردید؛ و پس از چند روز در یورشی مجدد و باز بنا به حکم دادگاه ویژه روحانیت - در زمان دادستانی ری شهری- درب‌های ورودی به منزل منتظری مسدود و جوش داده شد و تنها درب ورودی به قسمت داخلی منزل او را باز گذاشتند که این درب نیز به وسیلهٔ قرار دادن کیوسک و گماردن نیروهای سپاه پاسداران در جلوی آن به‌طور شبانه‌روزی کنترل می‌شد و بیش از پنج سال منتظری جز با فرزندان و خواهر و برادران و نوه‌های خویش با شخص دیگری اجازهٔ ملاقات نداشت.
منتظری در تابستان ۱۳۷۹ وبگاه اینترنتی خود را تأسیس کرد و اولین مرجع تقلید شیعه بود که نظرات و فتاوای خود را از طریق اینترنت به اطلاع پیروانش رساند. تأسیس پایگاه اینترنتی منتظری شگفتی زیادی را در جامعه برانگیخت چرا که او چندین سال در حبس خانگی به‌سر می‌برد. تمامی آثار منتظری بر روی این پایگاه اینترنتی قرار گرفته بود. او به گفته نزدیکانش مثل یک آدم امروزی خبرهای سایت‌های مختلف را دنبال می‌کرد و در مورد مطالب سایتش صحبت می‌کرد. پس از مرگ منتظری واحد سایبری سپاه پاسداران این سایت را برای مدتی به‌طور کامل مسدود کرد.
کیوسک حصر در تاریکی شب پنج‌شنبه ۱۰ بهمن ۱۳۸۱ برداشته شد که از حضور خبرنگاران و تصویربرداران جلوگیری شد. گرچه وی پس از چندی از تداوم مزاحمت‌ها و شنود از سوی سپاه شکوه کرد.
حسن روحانی، دبیر وقت شورای عالی امنیت ملی در جلسه‌ای در ۱۸ تیر ۱۳۸۰ با هاشمی رفسنجانی بیان می‌دارد که این شورا مصوبه‌ای در مورد شرایط رفع حصر گذرانده که از سوی رهبری پذیرفته نشده است. غلامحسین محسنی اژه‌ای، رئیس وقت دادگاه ویژه روحانیت در جلسه ۲۷ اسفند ۱۳۸۰ خود با هاشمی رفسنجانی بیان نمود که اژه‌ای در مورد رفع حصر حسینعلی منتظری و نیز عفو عبدالله نوری با رهبر جمهوری اسلامی صحبت کرده است و رهبر جمهوری اسلامی با هر دو مخالفت کرده.

### واکنش به انتخابات ریاست‌جمهوری سال ۱۳۸۸
حسینعلی منتظری در واکنش حوادث پس از انتخابات ریاست جمهوری ایران (۱۳۸۸) از مسئولان خواست نسبت به «اشتباهات انجام شده در رویدادهای اخیر»، از مردم عذرخواهی کنند و گفت: «اینکه عده‌ای نسبت به حکومت خودی بوده و بتوانند دست به هر جنایتی بزنند، به خوابگاه دانشجویان حمله کرده و آن‌ها را مورد ضرب و شتم قرار داده و از طبقه بالا به پایین پرتاب کنند، قتل‌های زنجیره‌ای را انجام دهند و فرهیختگان این ملت را وحشیانه ترور کنند و از مجازات مصون باشند، با هیچ دین و آئینی سازگار نیست.»
پس از سخنرانی خامنه‌ای در نماز جمعه تهران در ۲۹ خرداد ماه ۸۸، تظاهرات و اعتراضات خیابانی مردم به نتیجه انتخابات همچنان ادامه داشت. در پی کشته و زخمی شدن برخی از مردم در روزهای پایانی خرداد ماه ۸۸ منتظری بیانیه‌ای صادر کرد، وی در بیانیه خود نوشت:
«با حمایت قاطع خود از حرکتهای غیر خشونت بار ملت مسلمان برای دفاع از حقوق حقهٔ خود در چارچوب قانون متقن اساسی جمهوری اسلامی که جمهوریت را رکن اصلی نظام می‌داند، هرگونه اقدامی که منجر به ضرر غیرقابل جبران به جمهوریت نظام گردد را جایز نمی‌دانم. هر یک از برادران و خواهران دینی ما موظف است ملت را در دستیابی به حقوق حقهٔ خود یاری دهد. بر این اساس، هرگونه مقاومت در این راستا، به‌خصوص ضرب و شتم و کشتار ملت را مصداق بارز مخالفت با اصول اساسی اسلام مبنی بر حاکمیت ملت بر سرنوشت خود دانسته و حرام شرعی اعلام می‌کنم.»
مهدی کروبی نیز با نگارش نامه‌ای به حسینعلی منتظری از حمایت‌های او از خویش در حوادث پس از انتخابات تقدیر کرد. در این نامه آمده است: «از این‌که به‌خاطر برخی حوادث و تعرضات پیش آمده بعد از انتخابات دور دهم ریاست جمهوری برای اینجانب از این حقیر تفقد نمودید و طی نامه‌ها و بیاناتی اظهار تأسف فرمودید لازم دانستم بدین وسیله تشکر و قدردانی خود را اعلام دارم.»
منتظری در این دوران رهبر معنوی جنبش سبز ایران و نیز مرجع سبز نامیده شد.

## درگذشت

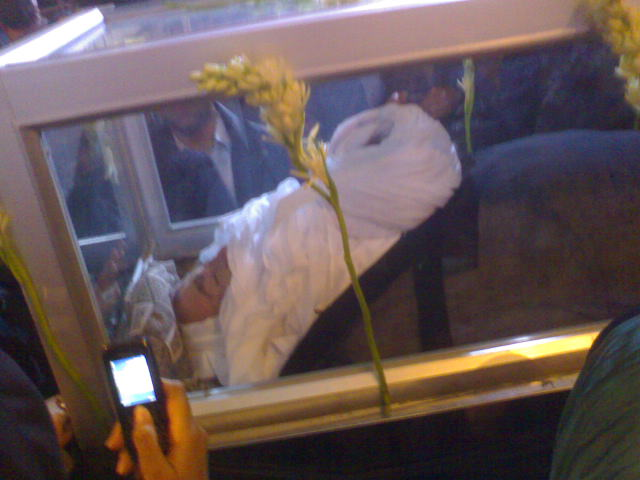
پیکر بی‌جان حسینعلی منتظری، ۳۰ آذر ۱۳۸۸، قم

حسینعلی منتظری ساعت ۱ بامداد روز یک‌شنبه ۲۹ آذر سال ۱۳۸۸ درگذشت و در حرم فاطمه معصومه به خاک سپرده شد.
ناصر منتظری یکی از نوادگان منتظری در گفتگو با آسوشیتدپرس گفت که وی در خواب فوت کرده است. به‌گفتهٔ یکی از فرزندانش او به مرگ طبیعی مرده است. سید علی خامنه‌ای، رهبر جمهوری اسلامی در روز درگذشت منتظری، پیام تسلیتی به‌مناسبت فوت وی صادر کرد.
در بخشی از این پیام آمده است:
«دورانی طولانی از زندگی آن مرحوم در خدمت نهضت امام راحل عظیم الشأن گذشت و ایشان مجاهدات زیادی انجام داده و سختی‌های زیادی در این راه تحمل کردند. در اواخر دوران حیات مبارک امام راحل امتحانی دشوار و خطیر، پیش آمد که از خداوند متعال می‌خواهم آن را با پوشش مغفرت و رحمت خویش بپوشاند و ابتلائات دنیوی را کفاره آن قرار دهد.»

### مراسم تشییع پیکر و رخدادهای آن

حسینیهٔ شهدا پس از مرگ منتظری به‌طور کامل بسته شد.

این مراسم با حضور صدها هزار نفر از مردم که از سراسر ایران به قم آمده بودند برگزار شد. برآوردهای اولیه حکایت از حضور صدها هزار نفر در این آیین را داشت؛ هر چند که برخی آن را میلیونی نامیدند.
بعد از دفن منتظری جمعیت در خیابان‌های اطراف به ویژه خیابان ارم مشغول راهپیمایی و سردادن شعارهای تند سیاسی شد. مردم شعار می‌دادند «تسلیت کینه‌ای نمی‌خوایم، نمی‌خوایم»، «منتظری نستوه راهت ادامه دارد، حتی اگر دیکتاتور بر ما گلوله بارد»، «منتظری مظلوم، آزادیت مبارک»، «منتظری نمرده، این دولته که مرده»، «دیکتاتور دیکتاتور، منتظری راهش ادامه دارد»، «موسوی کروبی تسلیت تسلیت». عزا عزاست امروز روز عزاست امروز رهبر سبز ایران پیش خداست امروز
نیروهای امنیتی و انتظامی پس از پایان مراسم تشییع پیکر منتظری با مردم درگیر شدند. ساعتی پس از دفن، گروه‌های از بسیجیان و طلاب با شعارهایی در حمایت از خامنه‌ای و بر ضد معترضان به سمت بیت منتظری حرکت کردند. از سوی دیگر معترضان و هواداران منتظری متقابلاً شعارهایی دادند. در این میان طرفین اقدام به پرتاب اشیا به سوی یکدیگر کرده که با دخالت پلیس به قصد جدا کردن، دو طرف آرام شده و به شعارهای خود ادامه دادند.
فرزند منتظری از جمعیت حاضر موکداً خواست تا آرامش را حفظ کنند این شعارها در ساعت ۱۱:۱۵ پیش از ظهر رو به آرامی رفت.
البته ماجرا به همین‌جا ختم نشد. بعد از نماز مغرب افرادی ناشناس با حمله به مسجد اعظم حرم فاطمه معصومه از برگزاری مراسم ختم منتظری جلوگیری کردند. این افراد ساعتی بعد با یورش به سمت بیت و دفتر او و یوسف صانعی (دیگر مرجع تقلید طرفدار جنبش سبز ایران در قم)، با سنگ‌پرانی اقدام به شکستن شیشه‌های بیت منتظری و صانعی کردند.

### مراسم چهلمین روز درگذشت

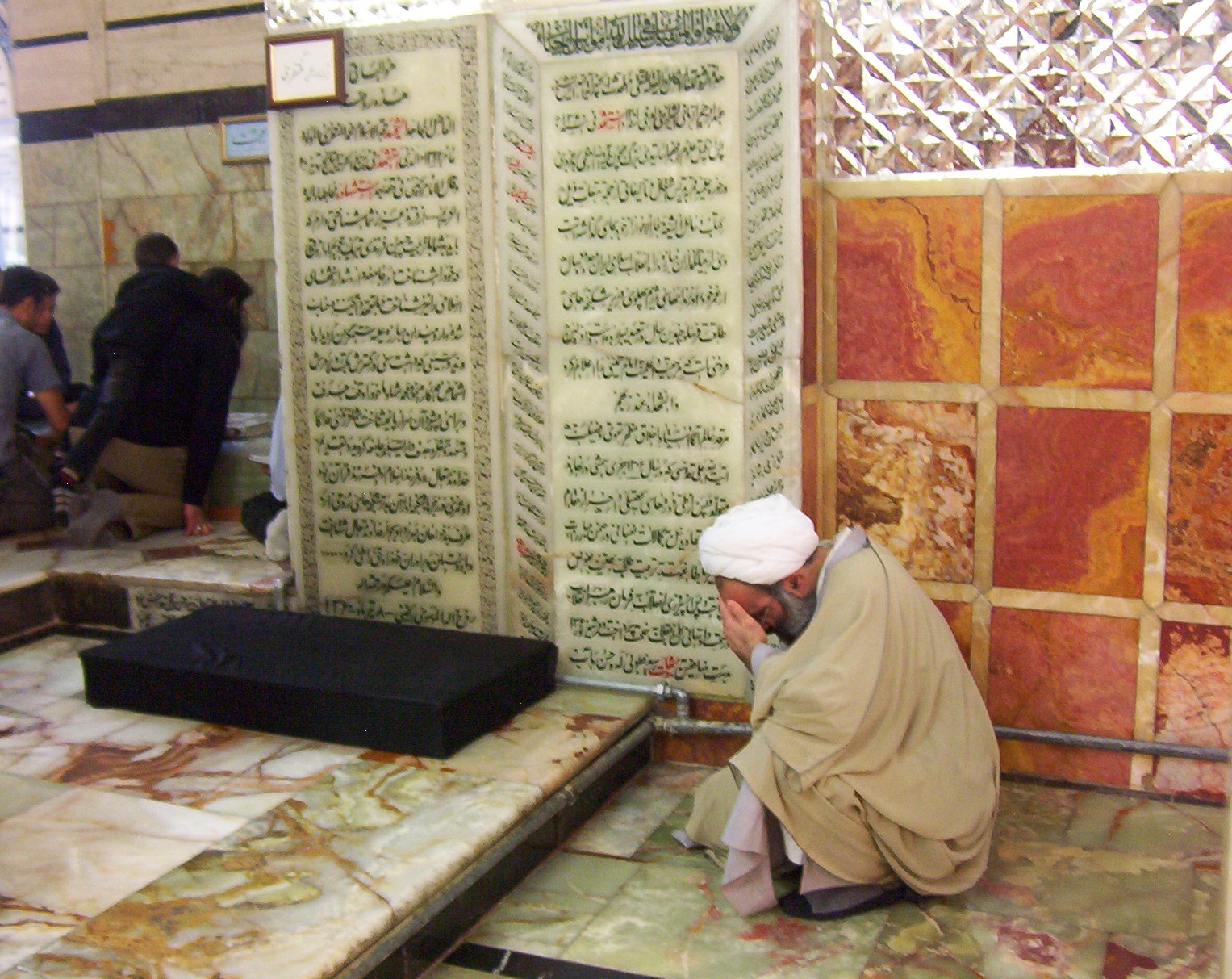
آرامگاه منتظری در حرم فاطمه معصومه

در آستانهٔ چهلمین روز درگذشت منتظری، بیت او در ۴ بهمن با انتشار اطلاعیه‌ای از برگزاری مراسم چهلم در روز ۹ بهمن در بیت او خبر داد. در ۸ بهمن ۱۳۸۸، بازار نجف آباد به نشانهٔ احترام به منتظری تعطیل شد. در ۹ بهمن مراسم چهلم با حضور گستردهٔ مردم در قم تحت تدابیر امنیتی برگزار شد که در آن جمعی از علمای سرشناس، روحانیون مشهور و فعالان سیاسی نیز حضور داشتند، طی این مراسم بیش از ۴۰ نفر بازداشت شدند.

### حمله به دفتر
در تاریخ ۲۳ خرداد ۸۹ عده‌ای افراد در قم در کنار دفتر حسینعلی منتظری و یوسف صانعی دیگر مرجع تقلید منتقد تحصن کردند و خواستار صحبت با ایشان بودند. احمد منتظری رئیس دفتر منتظری در بیانیه‌ای این حمله را در حضور نیروی انتظامی و با آگاهی آنان ولی بدون جلوگیری از حمله کنندگان دانسته و گفته است فردای آن روز با حکم دادگاه ویژهٔ روحانیت دفتر منتظری پلمب شد. سایت این دفتر نیز فیلتر شده است.

### سالگرد
در آستانهٔ اولین سالگرد درگذشت، خانواده او طی مصاحبه و همچنین با صدور اعلامیه اعلام کردند که مراسم بزرگداشت برگزار نخواهد شد. دلیل این امر فقدان امنیت برای شرکت کنندگان و نداشتن مکان مناسب اعلام شد.

## مستند والعصر

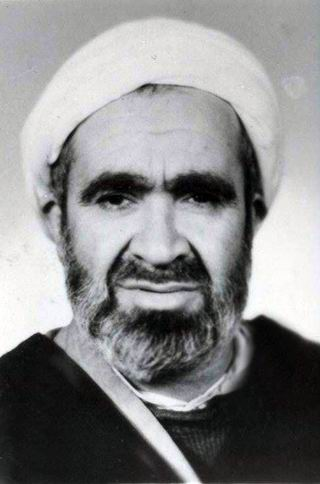
حسینعلی منتظری در میانسالی با لباس روحانیت

یک‌سال پس از مرگ منتظری، علی فاتحی کارگردان ایرانی مقیم فرانسه مستند والعصر (قسم به زمان...) را پیرامون زندگی مذهبی و سیاسی این مرجع تقلید ساخت. این مستند برای اولین بار در سالروز وفات منتظری در مراسم یادبود او در مالزی اکران شد و پس از آن از تلویزیون رسا و چندین تلویزیون دیگر پخش شد.

## نگرشِ مذهبی و سیاسی

### برخی فتواها و موضع‌گیری‌های مهم
بزرگ‌ترین جنایتی که در جمهوری اسلامی شده و در تاریخ، ما را محکوم می‌کند، به دست شما انجام شده و [نام] شما را در آینده، جزو جنایت‌کاران در تاریخ می‌نویسند!

منتظری در آغاز جلسهٔ خصوصی با مسئولان هیئت مرگ یعنی حسین‌علی نیری، مصطفی پورمحمدی، سید ابراهیم رئیسی و مرتضی اشراقی در تاریخ ۲۴ مرداد ۱۳۶۷.

خمینی را در آینده، خون‌ریز، سفاک و فتاک، لقب خواهند داد.

منتظری در جلسهٔ خصوصی با حسین‌علی نیری، مصطفی پورمحمدی، سید ابراهیم رئیسی و مرتضی اشراقی در تاریخ ۲۴ مرداد ۱۳۶۷.
- جواز مصافحه (دست دادن) با زنان غیر مسلمان و زنان مسلمان نامحرمی که عدم مصافحه را بی‌احترامی به خود می‌دانند.[۹۹]
- وی در پاسخ به استفتایی گفت که بهائیان را دارای حقوق شهروندی همچون سایرین در ایران می‌داند.[۱۰۰][۱۰۱]
- در پی اعلام نتایج دهمین انتخابات ریاست جمهوری ایران و اعتراضات گسترده به آن، آقای منتظری مسئولی را که از «عدالت، امانتداری یا برخورداری از رأی اکثریّت» ساقط شده باشد، فاقد مشروعیت دانسته و نوشته است: «اگر چنین مسئولی به زور یا فریب و تقلّب بر آن منصب بماند مردم باید عدم مشروعیّت و مقبولیّت آن‌ها را در نزد خود و برکناری آنان از منصب را با رعایت مراتب امر به معروف و نهی از منکر… و انتخاب مفیدترین و کم هزینه‌ترین راه ممکن ابراز داشته و بخواهند». بر این اساس، آقای منتظری ابراز چنین خواسته‌ای را وظیفه‌ای همگانی دانسته است که کسی نمی‌تواند به بهانه‌ای از آن شانه خالی کند. در ادامه منتظری «ترس از مخلوق» را شرک به خداوند دانسته است. همچنین وی گفته است «متولّی امور جامعه» که «با احکام شرع، موازین عقل و میثاق‌های ملّی» عمداً مخالفت کند جائر و ولایتش جائرانه است.[۱۰۲][۱۰۳]
- به فتوای منتظری آمر و متصدّی و مباشر اعترافات و مصاحبه‌های ساختگی تلویزیونی - با زور و شکنجه و تهدید - گناهکار و مجرمند و شرعاً و قانوناً مستحقّ تعزیر خواهند بود. [۱۰۳]
- او در آستانهٔ سی‌امین سالگرد اشغال سفارت آمریکا توسط دانشجویان پیرو خط امام گفت اشغال سفارت آمریکا کار درستی نبوده است.[۱۰۴][۱۰۵]
- ولایت مطلقه فقیه از جمله مصادیق بارز شرک است.[۱۰۶]
- منتظری به عنوان رئیس مجلس خبرگان قانون اساسی نقش محوری در گنجاندن نظریه ولایت فقیه در قانون اساسی جمهوری اسلامی داشت و خود از نظریه‌پردازان ولایات فقیه بود. با اینحال وی دوبار در این مورد تغییر نظر داد. ابتدا در حوالی سال ۱۳۶۴ از نظریه «ولایت انتصابی فقیه»، به «ولایت انتخابی فقیه» تعییر عقیده داد. در حوالی سال ۱۳۷۵ اولا از نظریه «تمرکز قوا» به نظریه «تفکیک قوا»، و ثانیاً از نظریه «ولایت فقیه» به نظریه «نظارت فقیه»، و ثالثاً از نظریه «ولایت فقیه به عنوان تنها مدل الزامی حکومت اسلامی» به نظریه «حکومت اسلامی در صورت رضایت مردم» متمایل شد.[۱۰۷]

### برخی از دیدگاه‌ها
1. منتظری نخستین فقیه شیعی است که به حقوق پایه انسان قائل شد و به «حقوق انسان از آن حیث که انسان است» فتوا داد. وی در «رساله حقوق» به این حق پایه فطری اذعان کرد و از کلیه ظرفیت‌های فقه سنتی برای استیفای حقوق بشر استفاده کرد. حقوق زندانی، حقوق مخالف سیاسی و حقوق شهروندی بهائیان بهترین نمونه‌های فتاوای حقوق بشری ایشان است.[۱۰۸]
2. وی ماهیّت حکومت را عقد و معاهده بین مردم و کارگزاران خدمات عمومی می‌داند. حال آنکه در نظریّهٔ «ولایت انتصابی مطلقهٔ فقیه» ولایت نه عقد است نه ایقاع؛ بلکه حکمی وضعی است که ازسوی شارع وضع شده است. مبنای چنین بینشی به رسمیت شناختن حقّ مردم در زندگی اجتماعی است. مردم در برابر خداوند مکلّف‌ند امّا نسبت به یکدیگر ذی‌حقّ هستند. حقّ‌الناس در حوزهٔ عمومی سنگ اوّل تفکر سیاسی وی است.
3. از دیدگاه وی، نصب عام فقیهان ازسوی شارع به ولایت بر مردم فاقد دلیل است. منتظری نخستین فقیه شیعی است که با ابطال انتصاب، به لزوم انتخابِ فقیه ازسوی مردم قائل شده و پایه‌های استواری برای حکومت انتخابی در فقه استدلالی تدارک دیده است.
4. وی ولایت مطلقه را مردود دانسته و باتوجّه به مبنای خاصش دربارهٔ ماهیت حکومت، به ولایت مقیّده معتقد است. تقیّد به قانون اساسی به‌عنوان شرط ضمن عقد برای حاکم لازم‌العمل است؛ لذا حاکمِ فراقانون، از دیدگاه وی نامشروع است.
5. برخلاف نظریّهٔ رسمی ولایت انتصابی مطلقهٔ فقیه که زمامداری در آن مادام‌العمر است، ایشان موقّت بودن دوران خدمتگزاری تمامی مقامات حکومتی را لازم می‌داند و تمرکز قدرت مادام‌العمر را عین استبداد می‌شمارد همچنین وی در سالهای پایانی عمر خود وجود ولایت فقیه در قانون اساسی را لازم نمی‌دید و آن را مضر می‌دانست.
6. از دیدگاه منتظری، رضایت مردم شرط مشروعیت حکومت است. این رضایت شرطی مستقل از لزوم عدالت حاکم است. هیچ‌کس حق ندارد بدون رضایت مردمِ جامعه‌ای، حکومت آن جامعه را به‌دست بگیرد. رضایت مردم نه فقط شرط ابتدایی، بلکه شرط استمراری مشروعیّت حکومت است. رضایت مردم از طُرق عُقلاییِ انتخابات، در مقاطع مشخصِ زمانی و همه‌پرسی در موارد حسّاس، سنجیده می‌شود. به نظر وی یکی از مصادیق ولایت جائر، حکومت با زور و بدون رضایت مردم است.
7. از دیدگاه اخیر منتظری، وظیفهٔ فقیه متناسب با تخصّص وی نظارت عالیه بر امور جامعه است نه دخالت در امور ریز و درشت کشور. به نظر اخیر وی مسئول ادارهٔ کشور، رئیس‌جمهور منتخب مردم است نه رهبر. وی حاکمیّت دوگانه را سمّ مهلک دانسته و معضل را ناشی از تصوّر غلط از ولایت فقیه و مستغنی دانستن فقه از همهٔ علوم می‌شناسد. ادارهٔ یک جامعهٔ سالم براساس تجارب بشری و شیوه‌های علمی ممکن است و هرگز از فقه و حقوق، نمی‌توان انتظار برنامه‌ریزی داشت.
8. از دیدگاه منتظری، آزادی مخالف، مادامی که دست به اسلحه نبرده، از لوازم حکومت دینی است. حکومت علوی با «عدالت» و «آزادی مخالف» از حاکمیّت اموی تمایز می‌یابد. او به تبع نائینی «استبداد دینی» را بدترین نوع استبداد می‌داند. او نظارت و انتقاد از حکومت را خدمت و وظیفهٔ دینی همگانی می‌داند و دین و فقه و شریعت را نردبان قدرت دنیوی کردن حرام می‌داند. او معتقد است قضاوت را نباید سیاسی کرد. قضاوت عادلانه را شاغول سلامت حکومت می‌داند و قضّات تحت امر حاکم را در شفیر جهنم.[۱۰۹]

## منتظری از نگاه دیگران

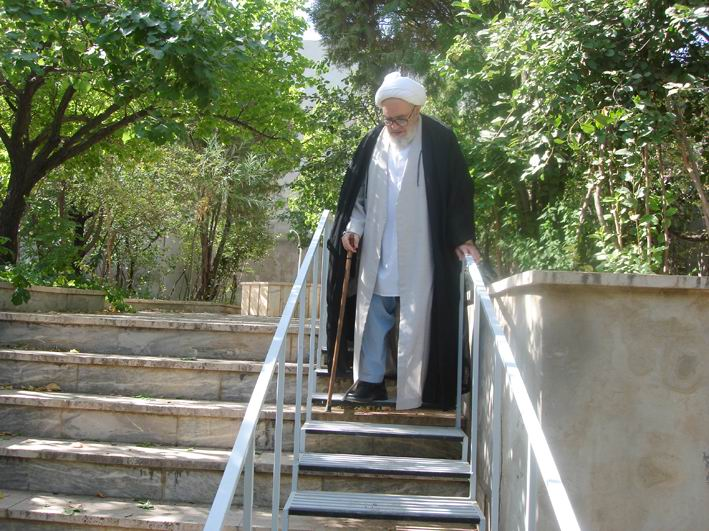
منتظری در قم

محمد صادقی تهرانی در پیام تسلیتی به مناسبت درگذشت منتظری، ضمن یادآوری دوستی دیرین خود با وی، از وی به عنوان مبارز نستوه و مظلوم، یاد کرده و نیز حصرش توسط نظام جمهوری اسلامی ایران را استبدادی اعلام کرد. رضا معینی، مسوول میز ایران، افغانستان و تاجیکستان سازمان گزارشگران بدون مرز، که خود زندان‌های دهه ۱۳۶۰ ایران را تجربه کرده است، می‌گوید «آقای منتظری بدون شک بنیان‌گذار اخلاق در سیاست در ایران است. چرا که او در زمانی که امکان دست‌یابی به قدرت را داشت سکوت نکرد و در یک اقدام معین که در حمایت از افرادی بود که حقوقشان پایمال شده بود از قدرت کناره گرفت. به گفته او، اعتراض منتظری به کشتار زندانیان در دهه ۶۰ و «نه گفتن به قدرت» برای ماندگاری ایشان در ذهن عمومی جامعه کفایت می‌کند.»
ایرج مصداقی می‌گوید «منتظری از همان سال‌های نخست بعد از انقلاب برای بهبود وضعیت زندان‌ها و زندانیان سیاسی تلاش کرده و نمایندگانی در زندان‌ها داشته که با زندانیان ملاقات کرده و برای ایشان گزارش تهیه می‌کردند.» او افزود: «ایشان از ابتدای دهه ۶۰ در زندان نماینده داشتند و تذکرهایی هم دادند؛ اما آن‌قدر فعال نبودند؛ ولی از سال ۶۳ به بعد، اقدام عملی کردند. نامه سال ۶۴ ایشان خطاب به آقای خمینی و بیان اینکه اطلاعات شما روی ساواک را سفید کرده است و همین‌طور نامه سال ۶۵ ایشان، نشان می‌دهد که نسبت به مسائل زندان حساس بودند و روی نکات حساسیت‌برانگیزی انگشت می‌گذاشتند».

## نگارخانه

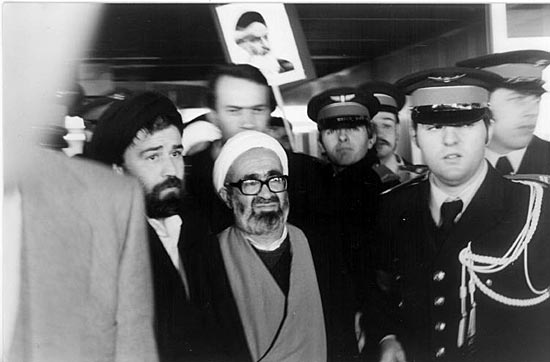
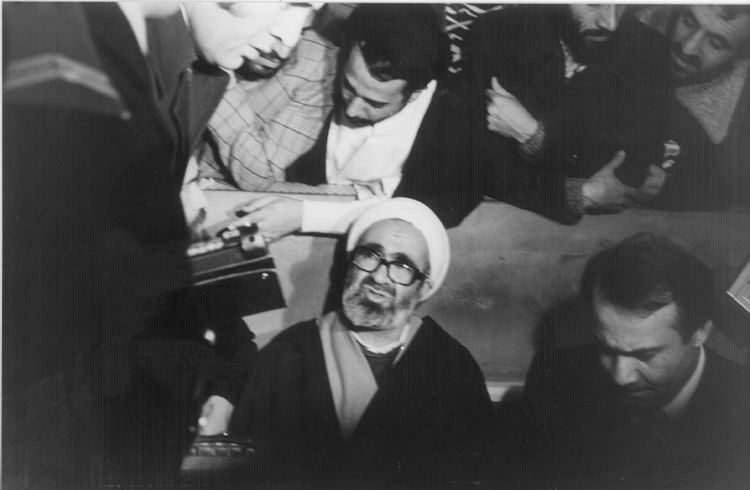
منتظری و قطب‌زاده
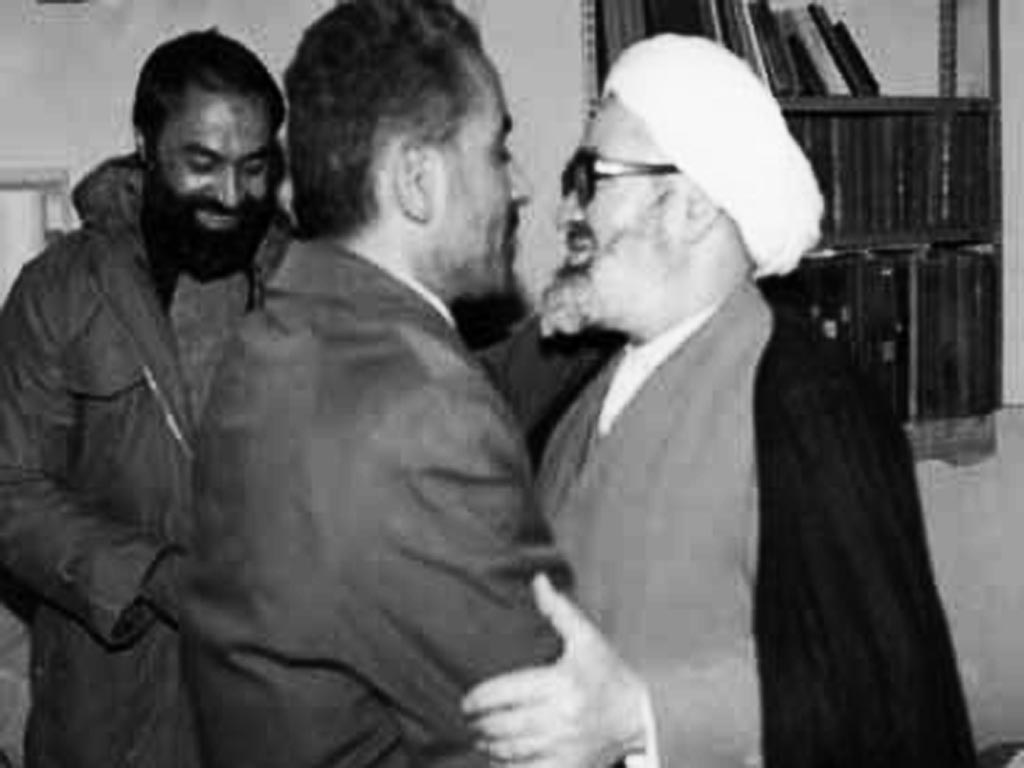
منتظری و رجایی